# Un an (roman)
Pour les articles homonymes, voir Un an (film).
Un an est un roman de Jean Echenoz paru le 25 février 1997 aux éditions de Minuit.

## Écriture du roman
Un an forme avec Je m'en vais, paru en 1999, un diptyque formel dans lequel des éléments et personnages se croisent à des points de jonction, sans pour autant que les histoires se suivent ou soient nécessaires pour la compréhension des intrigues respectives des deux romans. Jean Echenoz emprunte-là à la célèbre « trilogie » de Samuel Beckett en faisant clairement référence à un passage de Molloy duquel il tire les titres des deux volets de son diptyque 

« C'est à nouveau l'été. Il y a un an je partais. Je m'en vais. »

— Molloy de Samuel Beckett

## Résumé
Victoire se réveille un matin à côté de Felix, mort, sans se rappeler la soirée et la nuit précédentes. Vidant son compte, fuyant Paris, elle loue une maison à Saint-Jean-de-Luz et tente de se faire oublier. Seul son « ami » Louis-Philippe, retrouvant toujours mystérieusement sa trace, vient lui faire une visite aussi occasionnelle qu'impromptue.
Au bout de trois mois, Gérard, son amant de passage, lui dérobe ses économies et Victoire doit désormais rationner ses quelques milliers de francs restants pour aller d'hôtels en hôtels de plus en plus bas de gamme, puis dormir à la belle étoile en errant à vélo dans tout le Sud-Ouest, et enfin, après le vol de ce dernier, à pied de village en villes où elle fait la rencontre de vagabonds. La déchéance va s'agravant, vivant désormais comme une clocharde, sale et chapardeuse. Retombant par hasard sur Gérard en autostop, elle s'enfuit et décide de rentrer à Paris où elle est hébergée par un ami. Un an a passé.

## Éditions et traductions
- Les Éditions de Minuit, 1997,  (ISBN 978-2-7073-1587-8)
- Les Éditions de Minuit, coll. « Double », 2014,  (ISBN 978-2-7073-2377-4), 96 p.
- (es) Un año, trad. Damián Tabarovsky, Mardulce editora, Buenos Aires, 2011  (ISBN 978-987-269-651-1)[2],[3]

## Adaptation
Le roman est adapté dans le film homonyme réalisé par Laurent Boulanger et sorti en 2006.